# Liste der Monuments historiques in Douy-la-Ramée
Die Liste der Monuments historiques in Douy-la-Ramée führt die Monuments historiques in der französischen Gemeinde Douy-la-Ramée auf.

## Liste der Bauwerke
| Bezeichnung                 | Beschreibung | Standort | Kennzeichnung | Schutzstatus | Datum | Bild           |
| --------------------------- | ------------ | -------- | ------------- | ------------ | ----- | -------------- |
| Schloss Fontaine-les-Nonnes |              | (Lage)   | PA00086937    | Classé       | 1931  |                |
| Kirche St-Jean-Porte-Latine |              | (Lage)   | PA00086938    | Inscrit      | 1926  | weitere Bilder |